# Jean-Michel Carré
Pour les personnes ayant le même patronyme, voir Carré (homonymie).
Jean-Michel Carré, né le 26 juillet 1948 à Paris, est un réalisateur, documentariste, directeur de la photographie, producteur de cinéma et scénariste français.

## Biographie
Issu d'un milieu populaire, Jean-Michel Carré entreprend des études de médecine pour devenir chirurgien tout en se passionnant pour le cinéma. Admis à l'IDHEC, il y obtient les diplômes de réalisation et de prise de vues. Lauréat de la bourse Feu vert pour l'aventure, il réalise un documentaire sur Cuba, qui est interdit d'antenne en octobre 1968.
Il tourne de nombreux films documentaires et plusieurs longs métrages. Il est propriétaire et directeur général de la maison de production Les Films Grain de Sable.
En 2013, il se déclare ancien maoïste libertaire pour expliquer son envie de travailler enfin sur la Chine et rappeler son passé en 1968. Cette dénomination étant de fait antinomique, libertaire ne pouvant s'associer idéologiquement avec maoïsme.

## Filmographie partielle
- 1968 : Cuba si, passé au pilon par l'ORTF
- 1973 : Liberté Jean (film de promotion de l'IDHEC)
- 1975 : Le Ghetto expérimental[2], documentaire (coréalisateur : Adam Schmedes)[3]
- 1976 : L'Enfant prisonnier
- 1978 : Alertez les bébés ! / On n'est pas des minus
- 1981 : Votre enfant m'intéresse
- 1982 : Cité Swing
- 1987 : Les dossiers du bistrot
- 1988 : Fauteurs d'eaux troubles
- 1990 : Femmes de Fleury / Prière de réinsérer / Les enfants des prisons / Les matonnes / Vive la liberté
- 1991 : Contre l'oubli pour le 30ème anniversaire d’Amnesty International / L'île rouge
- 1992 : Les Poussins de la Goutte d'Or / Don't disturb
- 1993 : Galères de femmes
- 1994 : Les trottoirs de Paris / Les enfants des prostituées / L'enfer d'une mère / Les clients des prostituées
- 1995 : Visiblement je vous aime / Beaucoup, passionnément, à la folie
- 1996 : Un couple peu ordinaire / L'étrange noël d'Antonio
- 1997 : Récits de la jeunesse / Vietnam, les enfants de la paix / Hong Kong-Hanoï, retour de camps
- 1998 : Histoire d'enfance / Récits de la jeunesse, les valeurs / La saison du cobaye
- 1999 : Une question de classe(s) / Bénédicte, la vie retrouvée
- 2000 : Charbons ardents[4] / Portrait d'une génération pour l'an 2000
- 2001 : L'Opéra des mineurs / Sous les charbons, la braise
- 2001 : Sur le fil du refuge / Les bâtisseurs d'espoir
- 2002 : Alice la malice
- 2003 : Drôle de genre (TV)
- 2004 : Koursk, un sous-marin en eaux troubles
- 2006 : J'ai mal au travail
- 2007 : J'ai très mal au travail. Éditions Montparnasse[5],[6]. Tient sur 2 DVD : no 1 "Cet obscur objet de haine et de désir", no 2 "Souffrance et plaisir au travail".
- 2007 : Le Système Poutine
- 2009 : Grandir à petits pas (La maison verte)
- 2010 : Les Travailleu(r)ses du sexe
- 2010 : Sexe, amour et handicap
- 2011 : Ukraine, de la démocratie au chaos, co-réalisé avec Jill Emery (FIGRA 2013)
- 2011 : Chine, le nouvel empire [7],[8],[9].
- 2014 : Poutine pour toujours ?[10],[11]
- 2015 : Poutine, le nouvel Empire[12]
- 2016 : Poutine; le nouvel empire - version actualisée
- 2017 : Chine, un million d'artistes
- 2018 : 2°, les dessous de la guerre climatique
- 2019 : Royal de Luxe
- 2023 : Tibet, un autre regard

## Prix et nominations
- Prix du Jeune Cinéma, Festival de Bruxelles 1974 / Prix Spécial du Jury, Festival International, Thonon-les-Bains 1974 pour Le ghetto expérimental
- Grand Prix du Festival International de Belfort 1973 . Grand Prix de la Cinémathèque Française 1973 pour Liberté Jean
- Prix de l’Office de la Création Cinématographique 1976 / Grand Prix du Festival du Film Francophone, New Orléans1977 pour L'enfant prisonnier
- Césars 1977 : nomination au César du meilleur court-métrage de fiction pour L'Enfant prisonnier
- Prix du Festival du Cinéma du Réel, Beaubourg 1978 / Prix du Public, Festival International de Trouville 1978 pour Alertez les bébés!
- Nommé pour le FIPA d'or1991 pour Laurence
- Prix du Jury du Festival de la Fête - Nice 1991 pour L'île rouge
- Prix du Festival International des Télévisions ONDAS 1991 Barcelone pour Femmes de Fleury
- Prix de la Fondation pour l'Enfance 1994 pour Les poussins de la goutte d'or
- Nommé au Festival Input 1993 pour Les enfants des prisons
- Nomination aux 7 d’Or 1993  / Nomination aux Emmy Awards de New York 1992 pour Prière de réinsérer
- Prix du Comité Français pour l’Audiovisuel - Sénat 1995 pour Les trottoirs de Paris
- Prix Coup de Cœur – Festival de Cannes SACD 1995 / Sélection Cannes 1995 "Cinéma en France" / Grand Prix du Jury - Festival International du film d'Amiens pour Visiblement je vous aime
- Nommé au Prix Futura 1995 – Berlin pour Les clients des prostituées
- Grand Prix du Festival International Del Populi Florence 2000 pour Charbons ardents
- Nomination au 7 d’Or 2003 pour L'opéra des mineurs (Tower opera)
- Prix du public Festival International Bulgaria 2003 pour Alice la malice
- Prix spécial du Jury, Festival International de Grenade 2007 / Grand Prix du Festival FIGRA 2005 pour Koursk, un sous-marin en eaux troubles
- Grand Prix 2008 du Festival Italia des Télévisions Internationales / Grand Prix 2008 du meilleur programme télévisuel 2007 CBNew Médias / Prix Spécial du jury, Festival International de Berlin - Europa 2007 / Prix du public et Prix du montage, Festival International Figra 2008./ Sélectionné pour les Emmy Awards, New-York 2008 pour Le système Poutine
- Grand Prix du Festival International de la santé de Liège 2011 pour Sexe, amour et handicap
- Prix du Jury, Figra 2013 / Grand Prix Focals Awards de Londres 2013 pour Ukraine, de la démocratie au chaos